# Languevoisin-Quiquery
Languevoisin-Quiquery là một xã ở tỉnh Somme, vùng Hauts-de-France, Pháp.

## Địa lý
Thị trấn này tọa lạc trên đường D89, khoảng 40 dặm Anh về phía đồng nam của Amiens, close to giáp ranh với tỉnh Oise.

## Dân số
| 1962                                                           | 1968 | 1975 | 1982 | 1990 | 1999 |
| -------------------------------------------------------------- | ---- | ---- | ---- | ---- | ---- |
| 204                                                            | 211  | 211  | 215  | 206  | 211  |
| Số liệu điều tra dân số từ năm 1962, dân số không tính hai lần |      |      |      |      |      |